# Албанија на Европском првенству у атлетици на отвореном 2012.
Албанија је учествовала на 21. Европском првенству на отвореном 2012 одржаном у Хелсинкију, Финска, од 27. јуна до 1. јула. То је било девето европско првенство у атлетици на отвореном на којем је Албанија учествовала.
На првенству у Хелсинкију, Албанију је представљало троје спортиста (два мушкараца и једна жена) који су се такмичили у 3 дисциплине.
Представници Албаније нису освојили ниједну медаљу, нити су оборили неки рекорд.

## Учесници
| Бр. | Дисциплина     | Мушкарци       | Жене       | Укупно |
| --- | -------------- | -------------- | ---------- | ------ |
| 1   | 1.500 м        |                | Љуиза Гега | 1      |
| 2   | Бацање кугле   | Адријатик Хоџа |            | 1      |
| 3   | Бацање кладива | Dorian Collaku |            | 1      |
|     | Укупно (3)     | 2              | 1          | 3      |

## Резултати

### Мушкарци
| Атлетичар      | Дисциплина     | Лични рекорд | Квалификације | Квалификације | Финале           | Финале       | Детаљи |
| Атлетичар      | Дисциплина     | Лични рекорд | Резултат      | Место         | Резултат         | Место        | Детаљи |
| -------------- | -------------- | ------------ | ------------- | ------------- | ---------------- | ------------ | ------ |
| Адријатик Хоџа | бацање кугле   | 18,18 НР     | 17,00         | 12 у гр. Б    | Није се пласирао | 24 / 24 (26) | [ 1 ]  |
| Доријан Чолаку | бацање кладива | 76,96 НР     | 59,92         | 15 у гр. А    | Није се пласирао | 30 / 31      | [ 2 ]  |

### Жене
| Атлетичаркa | Дисциплина | Лични рекорд | Квалификације | Квалификације | Финале            | Финале       | Детаљи |
| Атлетичаркa | Дисциплина | Лични рекорд | Резултат      | Место         | Резултат          | Место        | Детаљи |
| ----------- | ---------- | ------------ | ------------- | ------------- | ----------------- | ------------ | ------ |
| Љуиза Гега  | 1.500 м    | 4:09,76      | 4:12,54       | 6 у гр. 2     | Није се пласирала | 13 / 25 (26) | [ 3 ]  |